# Greenlee County
Greenlee County je okres ve státě Arizona v USA. K roku 2010 zde žilo 8 437 obyvatel. Správním městem okresu je Clifton. Celková rozloha okresu činí 4 787 km².

## Sousední okresy
| Růžice kompasu |               | Apache County   |                              | Růžice kompasu |
| Růžice kompasu | Graham County | Sever           | Catron County a Grant County | Růžice kompasu |
| Růžice kompasu | Graham County | Greenlee County | Catron County a Grant County | Růžice kompasu |
| Růžice kompasu | Graham County | Jih             | Catron County a Grant County | Růžice kompasu |
| Růžice kompasu |               | Cochise County  | Hidalgo County               | Růžice kompasu |